# 内多·纳迪
内多·纳迪（義大利語：Nedo Nadi，1894年6月9日—1940年1月29日），意大利男子击剑运动员。 他曾在1912年夏季奥运会上获得1枚金牌，在1920年夏季奥运会上获得5枚金牌。他和弟弟阿尔多·纳迪是仅有的两位在单届奥运会上获得击剑3种项目金牌（重剑、佩剑和花剑）的运动员，也是奧運史上首名衛冕男子花劍冠軍的運動員。